# Круглоголовые

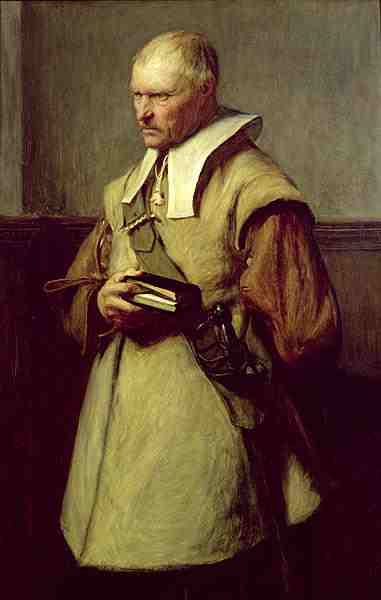
«Портрет круглоголового», Джон Петти

«Круглоголовые» (раундхе́ды англиц. от roundheads) — обозначение сторонников Парламента во время Английской революции. Врагами круглоголовых были «кавалеры». Название пришло от короткой стрижки. Впервые название «круглоголовых» зафиксировано в 1641 году. Первоначально их предводителем был граф Эссекс, однако впоследствии роль лидера перешла к Оливеру Кромвелю, который рекрутировал круглоголовых из йоменов графств восточной Англии. Круглоголовые являлись приверженцами кальвинизма и называли себя «людьми духа» и «божьими ратниками». Боевой дух в рядах круглоголовых поднимали религиозные проповедники, носившие чёрные одежды с белыми воротниками.

## Взгляды

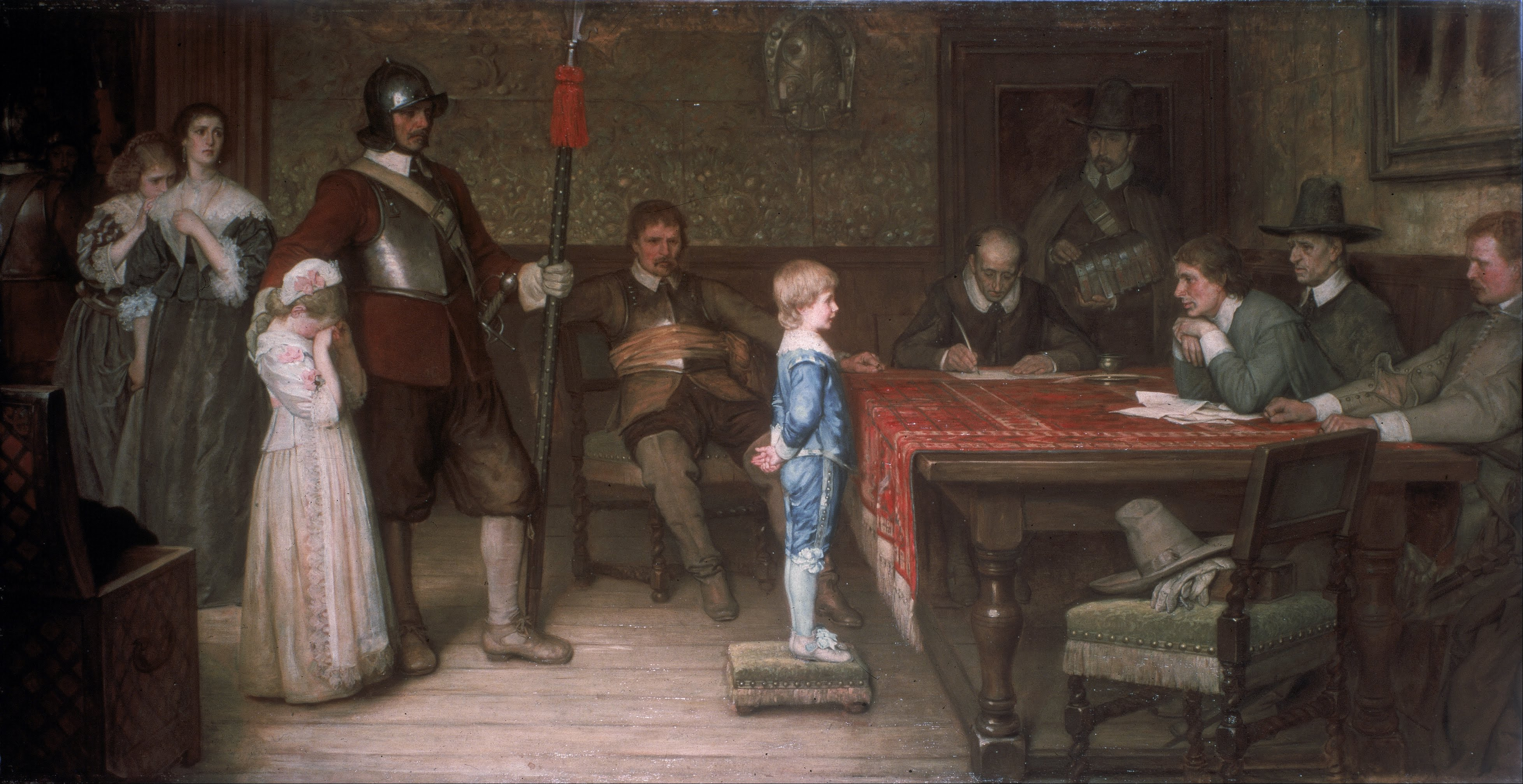
«А когда ты в последний раз видел своего отца?» Уильям Йимз, 1878

Большинство круглоголовых стремились к конституционной монархии в противовес действовавшему в стране абсолютизму короля Карла I. Однако в 1649 году общественная антипатия к королю достигла такой степени, что лидерам парламентаристов удалось полностью упразднить монархию и основать Английскую республику.

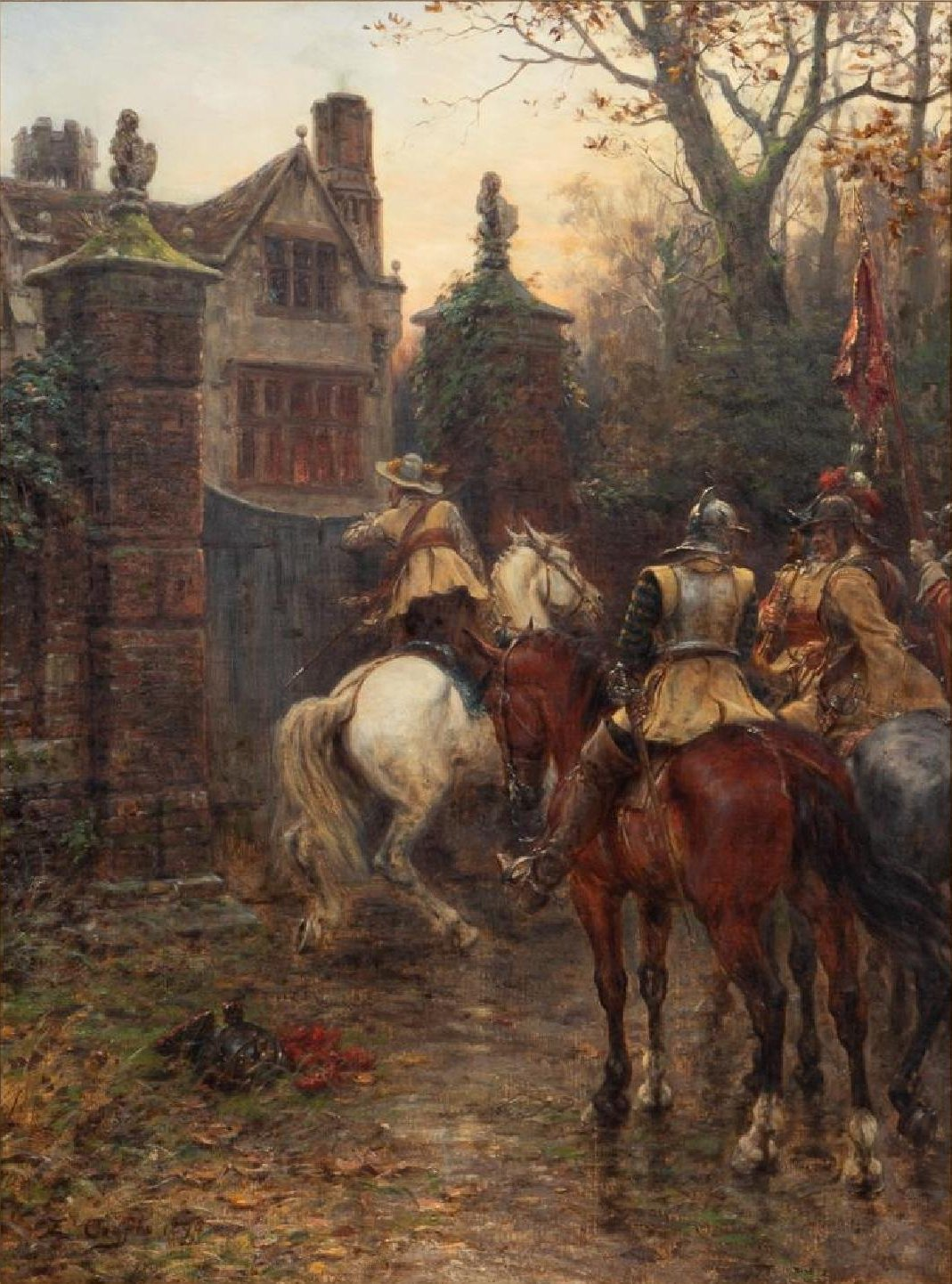
«Непрошеные гости». Худ. Эрнест Крофтс, 1894

Многие командиры и лидеры круглоголовых (Томас Ферфакс, Эдвард Монтегю и Роберт Деверё) оставались сторонниками конституционной монархии, однако инициатива была перехвачена Оливером Кромвелем и его радикальными сторонниками, создавшими армию новой модели и после победы над Карлом объединившимися с шотландцами для борьбы с парламентом.
Многие английские пуритане и пресвитериане поддерживали круглоголовых, как и множество небольших религиозных групп вроде индепендентов. Как круглоголовые, так и кавалеры являлись прихожанами англиканской церкви.
Среди круглоголовых были следующие политические фракции: протоанархисты левеллеры и диггеры, а также хилиасты и люди пятой монархии.